# Народно позориште у Суботици
Народно позориште у Суботици (мађ. Népszínház, хрв. Narodno kazalište u Subotici) је професионално позориште у Суботици.
У каректеристике Суботице, као града, поред мултикултуралности, мултиетничности и мултиконфесионалности, свакако спадају и културне традиције града у које су уграђене и претходно наведене карактеристике.

## Историја
Културне традиције Суботице су веома дуге, а централно место у њима припада позоришној уметности односно – позоришту.
Почеци позоришног живота у Суботици везују се за 1741. годину, када је и одиграна прва позоришна представа у тадашњој Фрањевачкој Граматикалној школи.
Први писмени акт о изградњи професионалног позоришта у Суботици потиче из 1793. године.
Одлуку о градњи позоришне зграде Магистрат града доноси тек 1847. године, а нова зграда позоришта је завршена и отворена 1854. године.
У периоду од отварања позоришне зграде па до 1918. године у Суботици су гостовале позоришне дружине из Мађарске, Немачке, путујућа позоришта и Српско народно позориште из Новог Сада (17 сезона).
Позоришна зграда је изгорела 2. марта 1915. године. Пожар је уништио комплетно позориште, а привремена позорница је направљена у хотелу „Пешта“, после рата хотел „Београд“.
У периоду од 1918. године до 1941. године у Суботици су гостовале многе позоришне групе:
- Позоришна група Јожефа Нађашија,
- Босанско – херцеговачко позориште,
- Војничко позориште Петра Христлића,
- Српско народно позориште из Новог Сада,
- Художествени театар из Русије,
- Народно позориште из Београда,
- Рајнхартово позориште из Берлина.

У периоду између два светска рата у Суботици није постојало стално позориште. Суботичани су у два наврата: 1925. и 1935. године покушавали да оснују своје позориште.
Реконструкција позоришне зграде почела је 1926. године када је и завршена.
Послератни позоришни живот почиње од 1945. године, када су у Суботици основана два стална, професионална, репертоарска позоришта:
Хрватско народно казалиште и Мађарско народно позориште (мађ. Magyar Népsínház).
Спајањем ова два позоришта, 1951. године, настаје Народно позориште – мађ. Népszínház са хрватском и мађарском драмом као и музичком граном.
Од 1958. године Статутом позоришта у Народном позоришту – Népszínház конституишу се:
Драма на српскохрватском и Драма на мађарском језику.
Иако је позориште у свом развоју прошло кроз различите фазе и организациона преструктурирања – организациона структура позоришта, данас, почива на Драми на српском и Драми на мађарском језику.
У лето 2007. године почели су радови на рушењу зграде и тотална реконструкција.